# Neoantistea procteri
Espèce
Neoantistea procteri est une espèce d'araignées aranéomorphes de la famille des Hahniidae.

## Distribution
Cette espèce est endémique de Floride aux États-Unis,. Elle se rencontre dans le comté de Seminole.

## Description
Le mâle décrit par Opell et Beatty en 1976 mesure 3,12 mm.

## Publication originale
- Gertsch, 1946 : Five new spiders of the genus Neoantistea. Journal of the New York Entomological Society, vol. 54, p. 31-36.